# Zero - ovvero la famosa nevicata dell'85
Zero - ovvero la famosa nevicata dell'85 è il terzo disco del gruppo musicale italiano Bluvertigo, pubblicato dall'etichetta discografica Mescal nel 1999.
Il titolo è ispirato alla nevicata che colpì buona parte dell'Italia, isole comprese, nel gennaio 1985.

## Il disco
Il disco arrivava a due anni di distanza dal successo del precedente Metallo non metallo, ed era atteso da tutti come l'album che avrebbe dovuto consacrare la band.
Nell'idearlo e registrarlo, la band si prefissò l'obiettivo di realizzare musica sperimentale e pop allo stesso tempo. Morgan era guidato da un’idea ambiziosa: scrivere un album di canzoni che rispondessero ognuna a un diverso principio costitutivo e usare le migliori tecnologie disponibili in quel momento di passaggio fra analogico e digitale. L'unica cosa che le canzoni avrebbero avuto in comune era il sound, il concetto consisteva nel tradurre in musica l’immagine della grande nevicata citata nel sottotitolo dell’album, che nel gennaio del 1985 aveva fermato Milano per alcuni giorni, in una sorta di gelo digitale, ottenuto eliminando ogni riverbero per dare l’impressione che la musica provenisse da un ambiente e uno spazio non definito. Il risultato avrebbe dovuto avere un suono straniante, glaciale e prepotente.
La pre-produzione fu fatta in uno studio messo a punto nel seminterrato insonorizzato della casa di famiglia di Morgan, a Monza. I musicisti improvvisarono senza sosta per nove mesi, poi Morgan di volta in volta si metteva al lavoro per editare il materiale registrato. L'album, più che una composizione, viene considerato dallo stesso come una scomposizione, in quanto frutto di un totale ri-editing.
La band andò al Mountain Studios di Montreux solo per il mix del disco, dove ebbe modo di lavorare con David Richards, fonico di David Bowie e dei Queen.
La Sony, che aveva sostenuto con grandi aspettative il progetto e investito una cospicua somma per la produzione, sperava di vendere almeno 250 000 copie. Il disco invece andò peggio del precedente, raggiungendo inizialmente le 70 000 copie. Zero è considerato un album difficile e non venne capito né dal pubblico né dalla critica.
(Lettera del Veggente, Arthur Rimbaud)
(Robert Kaplan)
(Parmenide)
(Manlio Sgalambro)
(Zelig, Woody Allen)

## Tracce
Tutti i brani sono testo e musica di Marco Castoldi, tranne dove indicato.
1. Versozero - 0:51 - (Bluvertigo - Marco Castoldi)
2. Zero - 5:10 - (Bluvertigo - Marco Castoldi)
3. La crisi - 3:57
4. Sono=Sono - 3:45
5. La comprensione - 4:09
6. Finché saprai spiegarti - 4:56
7. Sovrappensiero - 4:51
8. Forse - 7:16 - (Marco Castoldi - Andrea Fumagalli, Marco Castoldi)
9. Autofraintendimento - 5:23
10. Lo psicopatico - 5:10
11. Always Crashing in the Same Car - 3:58 - (David Bowie)
12. Saxs interlude - 0:39
13. Porno muzik - 2:26 - (Bluvertigo - Marco Castoldi)
14. Niente x scontato - 5:11
15. Numero - 3:37 - (Marco Castoldi - Carlo Carcano, Marco Castoldi)
16. Punto di non arrivo - 5:09

## Formazione
- Morgan - voce, basso,  chitarre, pianoforte, sintetizzatore, programmazione
- Andy - tastiere, sintetizzatore, programmazione, sassofono, cori, voce in Forse
- Livio Magnini - chitarre
- Sergio Carnevale - batteria, percussioni

### Altri musicisti
- Franco Battiato - voce in Sovrappensiero e Punto di non arrivo, haiku in Sovrappensiero
- Mauro Pagani - violino in Versozero, Autofraintendimento
- Davide Rossi - violino in Autofraintendimento, Numero
- David Richards - lambo, mellotron in Always Crashing in the Same Car
- Alfredo Zamarra - viola in Numero
- Roberta Castoldi - violoncello in Numero e Punto di non arrivo, voce in Niente x scontato
- Murray Lachlan Young - voce narrante in Punto di non arrivo

## Classifiche
| Classifica (1999) | Posizione massima |
| ----------------- | ----------------- |
| Italia            | 12                |